# Perioculopsis lophopus
Perioculopsis lophopus is een vlokreeftensoort uit de familie van de Oedicerotidae. De wetenschappelijke naam van de soort is voor het eerst geldig gepubliceerd in 1925 door Schellenberg.